# 提姆·皮克
蒂莫西·奈杰尔·皮克CMG少校（1972年4月7日—）是一位英国作家、陆军航空队军官和欧洲空间局宇航员。
他是第一位英国籍欧洲空间局宇航员、第二位带有英国国旗的宇航员（继海伦·沙曼之后） 、第六位在英國出生並登上國際太空站的人、第七位英國出生的登上太空的人。他於2009年9月開始參加欧洲空间局的太空人基礎密集訓練課程，並於2010年11月22日畢業。

## 早期生活
皮克于1972年4月7日出生于苏塞克斯郡奇切斯特。他在西萨塞克斯郡的韦斯特伯恩长大。他曾就读于奇切斯特男子高中，并于1990年转学到桑德赫斯特皇家军事学院。 

## 职业

### 军事和航空
从桑德赫斯特皇家军事学院毕业后，皮克于1992年8月8日获得陆军航空兵少尉的短期服役任命，他曾担任皇家绿夹克队的排长，并于1994年8月8日晋升为中尉， 1997年7月9日，他转任常规职务，并于8月20日晋升为上尉。
Peake于1994年成为一名合格的直升机飞行员，并于1998年成为一名合格的直升机教练，从什罗普郡皇家空军肖伯里国防直升机飞行学校的CFS(H)毕业。 2004年7月31日晋升为专业，次年他从威尔特郡的帝国试飞员学校毕业，并被授予韦斯特兰最佳旋翼学生奖。随后，他在MOD Boscombe Down旋翼测试和评估中队（RWTES）服役，完成了阿帕奇直升机试验。
次年，皮克在朴茨茅斯大学获得了飞行动力学和评估（荣誉）理学士学位。皮克于2009年离开军队，服役17年，飞行时间超过3,000小时，成为阿古斯塔韦斯特兰（阿古斯特維斯特蘭）的试飞员。

## 在欧空局

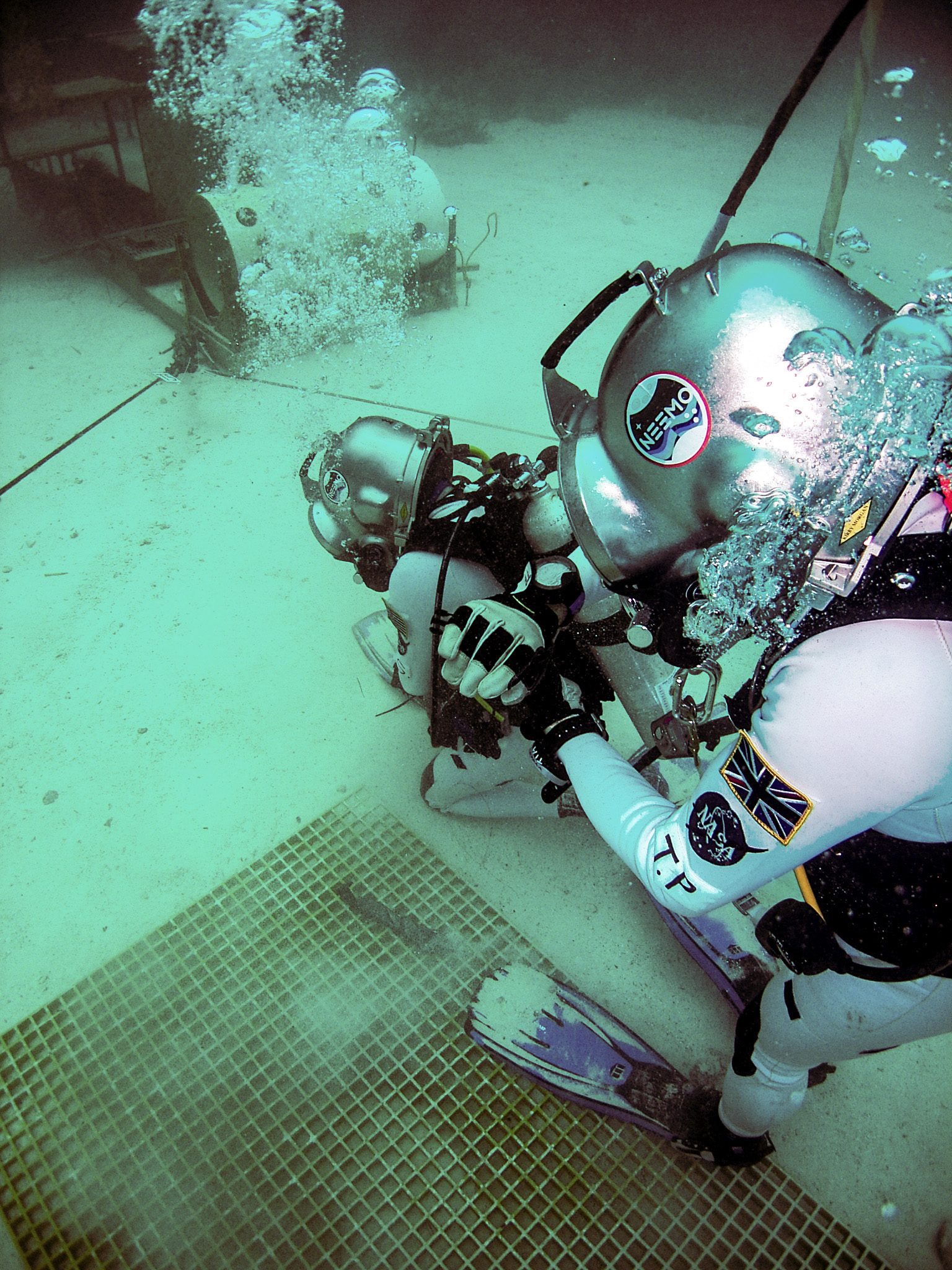
皮克执行NEEMO 16任务

皮克于2009年被选入欧洲航天局宇航员队伍，于2015/16年飞往国际空间站，并于2023年退役。
皮克擊敗了8,000多名其他申請者，並獲得了歐空局新太空人訓練計畫的六個名額之一。 選拔過程包括參加學術測驗、體能評估和多次面試。皮克与家人搬到科隆接受欧空局培训。
皮克是第一个在没有私人合同（Helen Sharman、 Mark Shuttleworth和Richard Garriott）和/或外国公民身份持有）的情况下飞入太空的英国人或英国出生的人（Michael Foale 、Gregory H. Johnson、皮尔斯·塞勒斯 、Nicholas Patrick 、Shuttleworth和Garriott）。
作為2011年廣泛太空人訓練的一部分，皮克和其他五名太空人參加了一項國際任務，在撒丁島的洞穴系統中生活和探索。ESA CAVES 任務使他們能夠研究人類在與外界完全隔離的極端條件下生活的反應。 這次探險讓團隊了解了他們可以期待什麼以及如何應對國際太空站的有限空間。
2012年4月16日，美國宇航局宣布皮克將在NEEMO 16海底探索任務期間在水瓶座水下实验室担任潜水员，任務計劃於2012年6月11日開始，歷時12天。6月11日上午11時05分，NEEMO 16船員成功「濺落」。6月12日上午，皮克和他的船員在水下度過了超過24小時，正式成為潛水員。 6月22日，船員們安全返回水面。
在第 44 次远征期间，皮克担任联盟TMA-17M太空飞行的后备宇航员。

### 远征46/47
皮克号于2015年12月15日被发射到空间站 (ISS)，进行第46次和第47次探险。  他于格林尼治标准时间 11:03 搭乘联盟号 TMA-19M 号飞船从拜科努尔航天发射场成功发射升空。
在發射過程中，按照傳統，每位太空人都可以播放三首歌曲。 皮克選擇了Queen的《Don't Stop Me Now》、U2的《Beautiful Day》和Coldplay的《A Sky Full of Stars》。

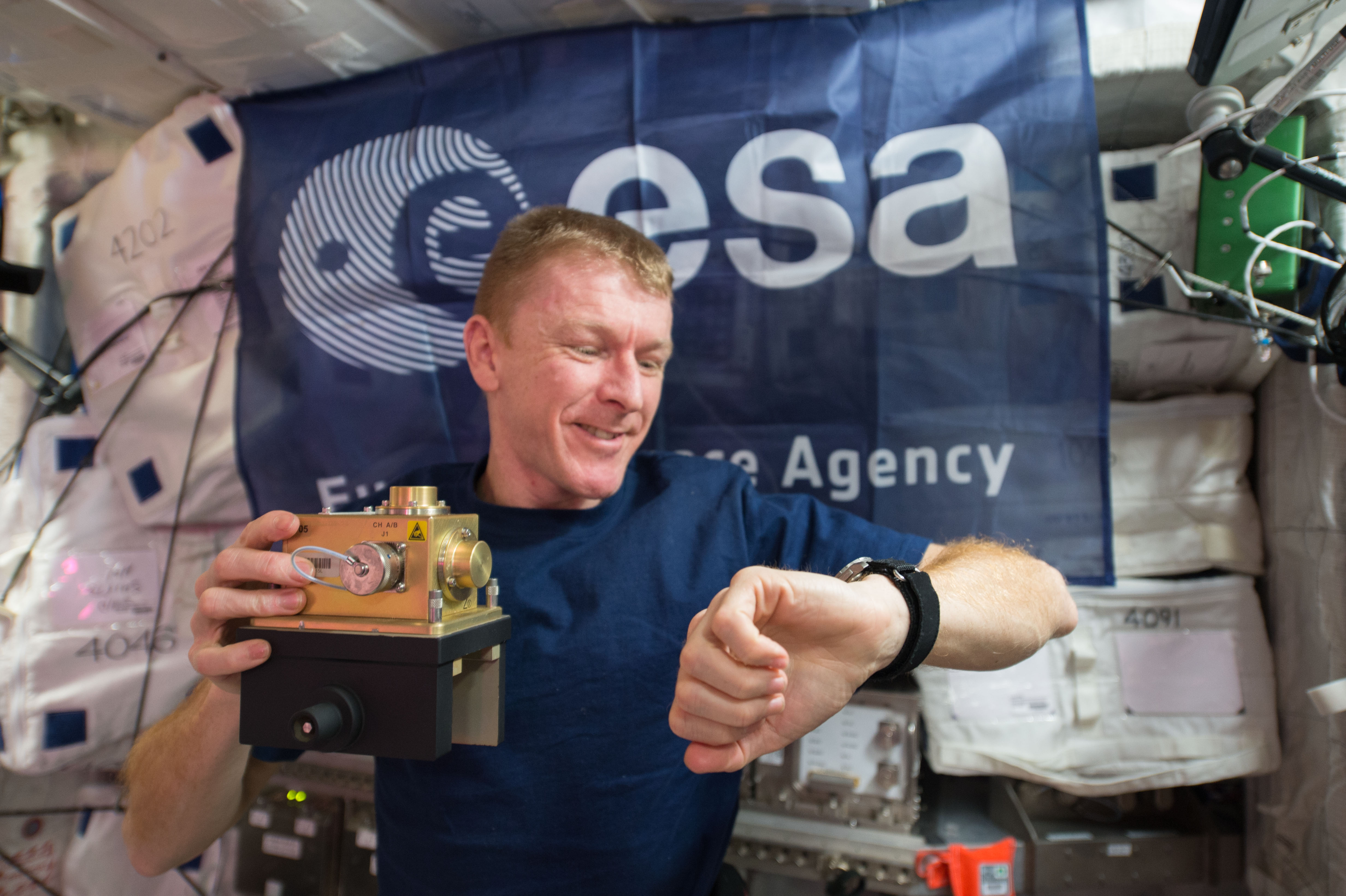
皮克在哥伦布模块中工作

在对接过程中，库尔斯对接导航系统发生故障，与皮克和蒂姆·科普拉并肩的尤里·马连琴科進行了手動對接。 這使得與國際太空站的對接延遲了10分鐘。 聯盟號最終於格林尼治標準時間17:33與國際太空站對接。成功对接后，皮克收到了女王和埃尔顿·强的支持信息。 他在国际空间站的第一顿饭是培根三明治和一杯茶。
BBC播出了皮克的新年致辞以庆祝2016年。

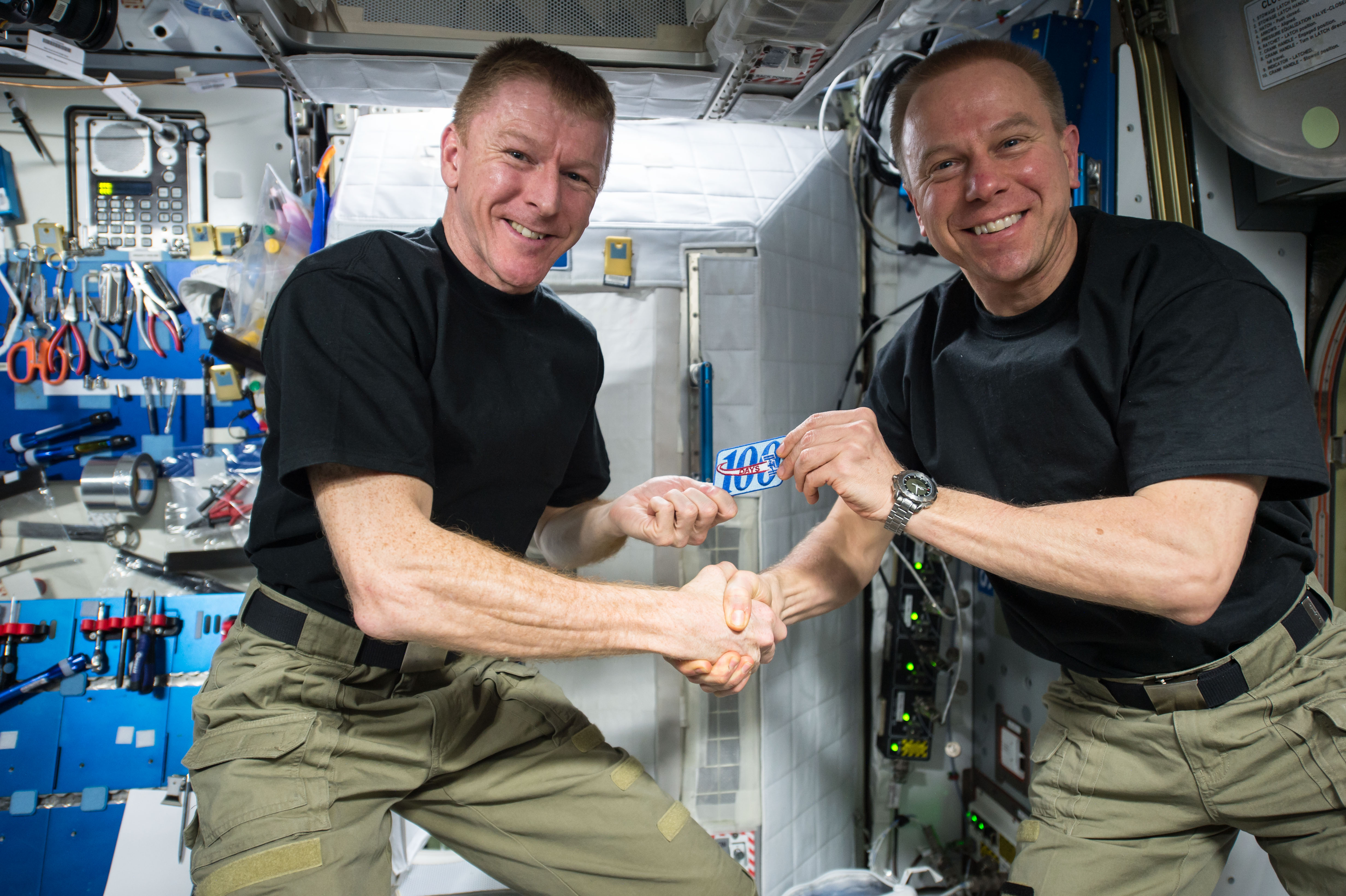
皮克与Expedition 47指挥官蒂姆·科普拉（Tim Kopra）庆祝太空飞行100天

2015年12月21日，皮克支持兩名美國太空人進行太空行走。 2016年1月15日，他參加了英國太空人在国际空间站外的首次太空行走。这次太空行走的目的是更换空间站太阳能电池阵列上有故障的顺序分流装置。

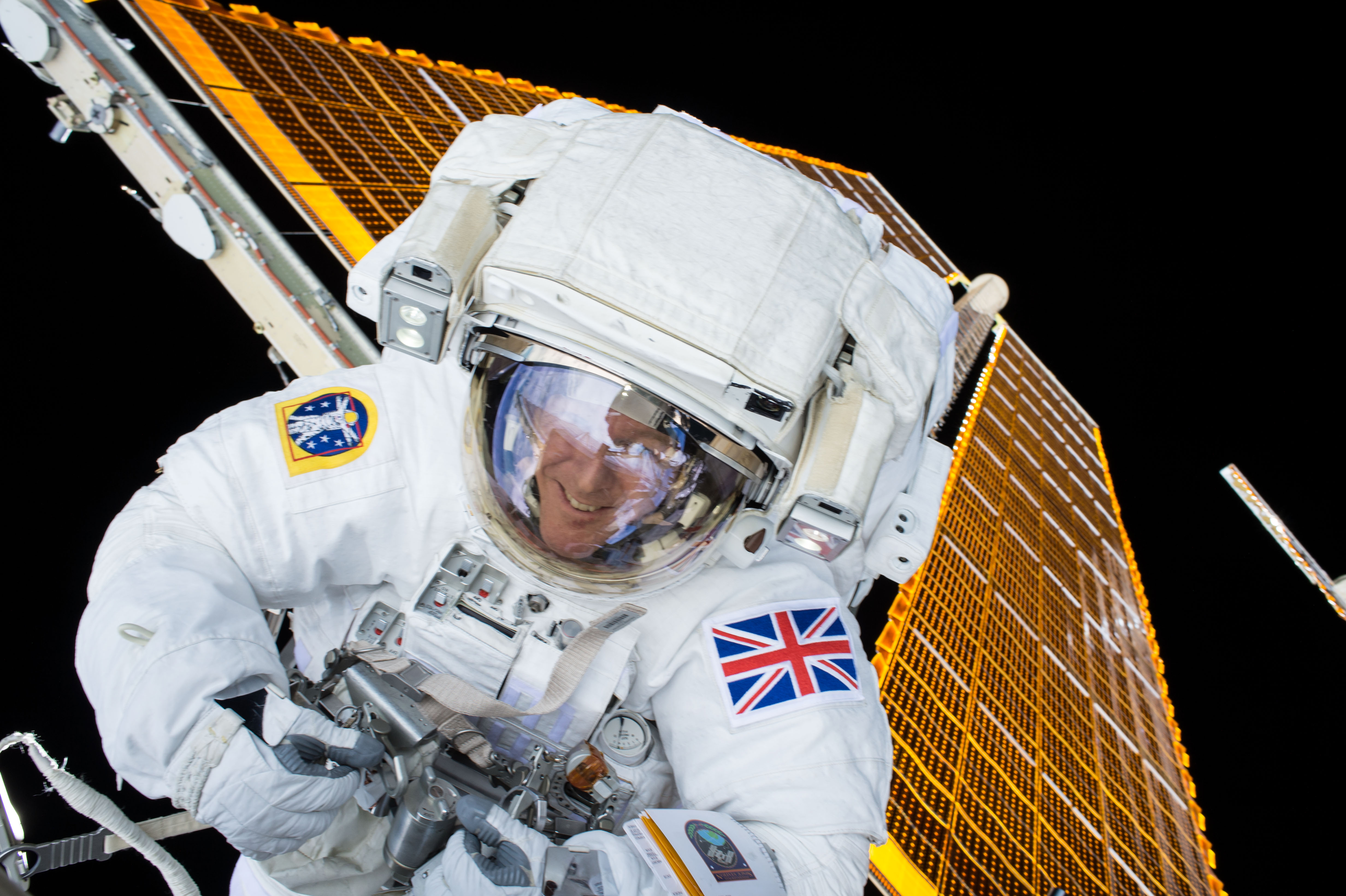
皮克在他的第一次职业EVA期间合影

2016年2月，皮克在伦敦举行的全英音乐奖颁奖典礼上向阿黛尔颁发了全球成功奖。
2016年4月24日，皮克在ISS跑步机上跑完了2016年伦敦马拉松。皮克成为第一个在太空跑马拉松的人，也是继 2007 年在国际空间站跑波士顿马拉松的苏尼塔·威廉斯之后第二个在太空跑马拉松的人。
皮克在 2016 年生日荣誉中被任命为圣迈克尔和圣乔治勋章 (CMG) 同伴，以表彰他在太空研究和科学教育方面的贡献。 
在2016年2月17日奇切斯特市议会的一次特别会议上，一致同意在皮克于2016年晚些时候返回后，通过适当的仪式授予皮克城市自由权。

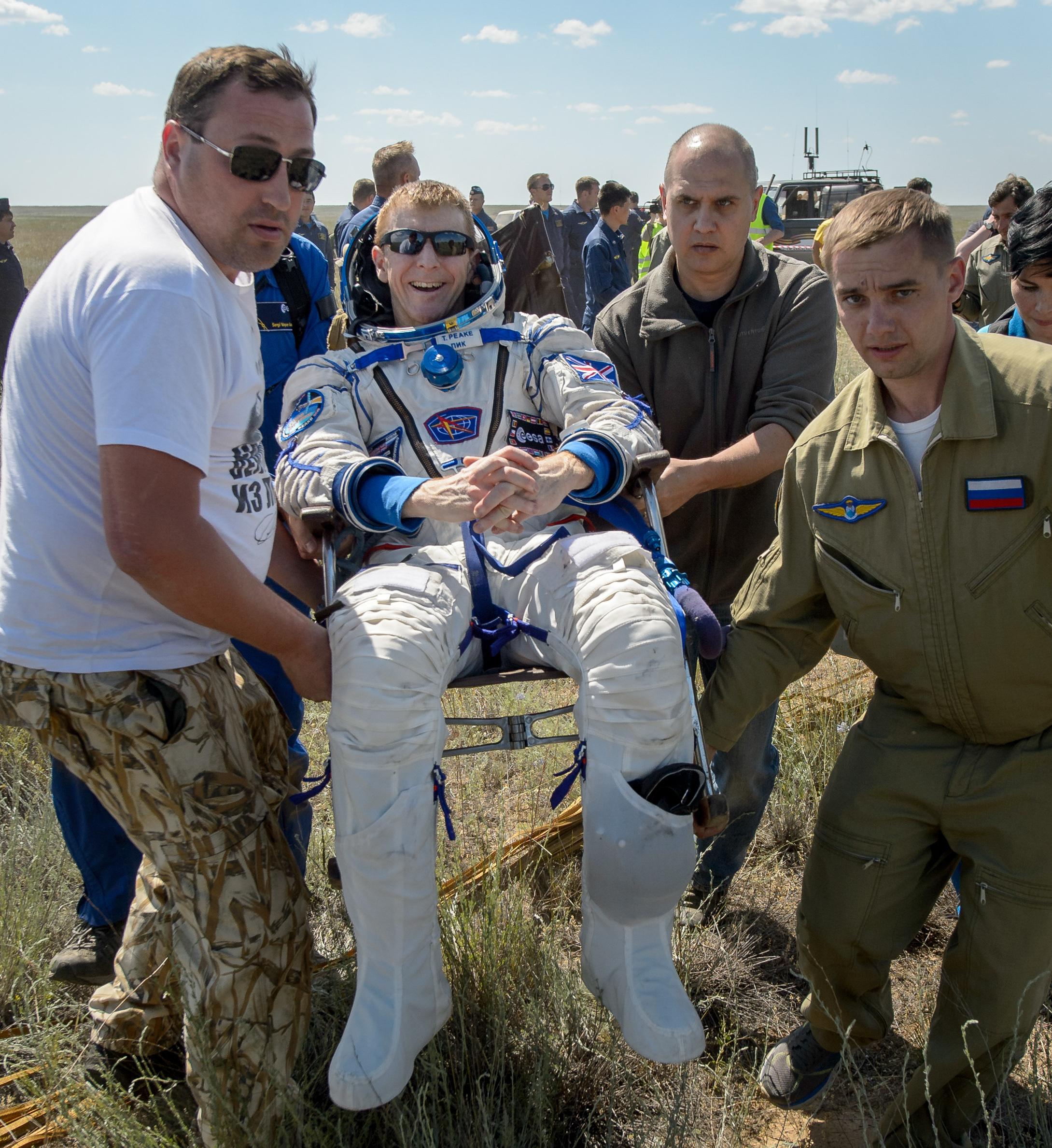
联盟号TMA-19M着陆后不久，皮克被送往医疗帐篷

2016年6月18日，皮克搭乘聯盟號太空船的下降艙從國際太空站返回地球，該太空船於2015年12 月將他帶到了太空站。 太空船降落在哈萨克斯坦的主要城市卡拉干达西南部近300 mi（480 km）的哈萨克草原上着陆。皮克已绕地球运行了约3,000圈，飞行距离达1.25 亿公里（7,800 万英里）。 

## 国际空间站伙伴关系和诺贝尔和平奖
在2014年初的英国全国学生航天会议上，皮克表示支持向国际空间站合作伙伴授予诺贝尔和平奖的倡议。
“我很高兴读到有关国际空间站的信息以及有关它被提名诺贝尔和平奖的讨论，因为……它是最令人难以置信的国际伙伴关系之一……[国际空间站]确实让许多国家团结在一起度过了困难时期次，并将继续这样做。”
皮克指出，随着世界各地空间计划的限制日益增加，国际空间站等合作举措对于未来的努力将是必要的。 “我认为（国际空间站）确实必须成为未来太空探索的典范，因为随着预算变得越来越有限，那么，一个国家实际上没有能力将探索扩展到太阳系、火星和太空。超越。我们必须在项目上合作。”

## 个人生活
皮克与丽贝卡结婚，育有两个儿子，皮克喜欢攀岩、洞穴探险、越野跑和铁人三项。 
皮克年轻时曾是一名童子军，现在是英国王子信托基金和童子军协会的大使， 以及STEM学习的大使。
2016年10月，蒂姆·皮克在国家航天中心获得莱斯特大学荣誉科学博士学位。2021年5月，作为其成立150周年庆祝活动的一部分，工程技术学会授予皮克荣誉院士称号，以表彰他对太空探索、工程和技术行业的杰出贡献。

## 相关
- 英国宇航员